# Palais Blücher

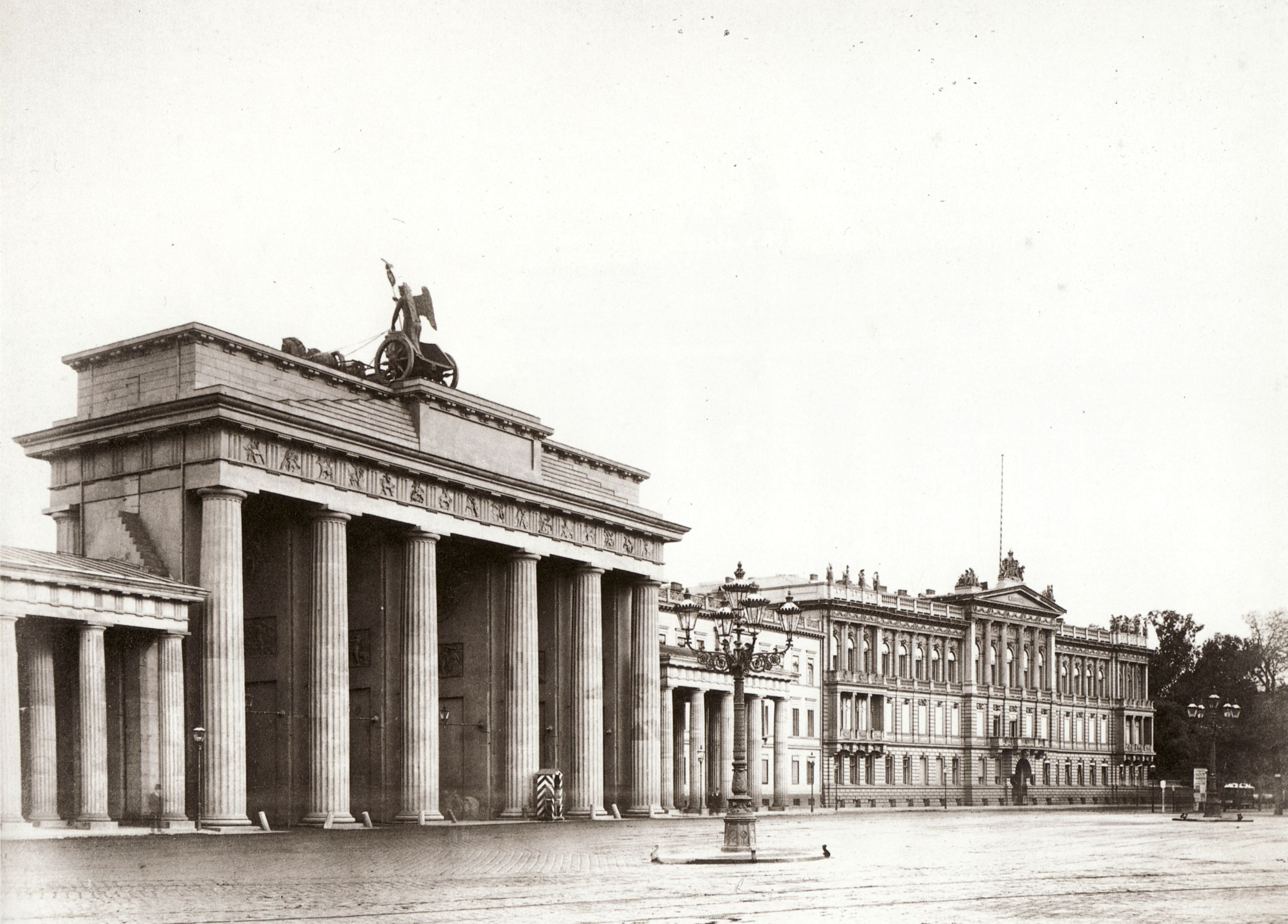
Brandenburger Tor und Palais Blücher am rechten Bildrand, Fotografie von Friedrich Albert Schwartz, 1885

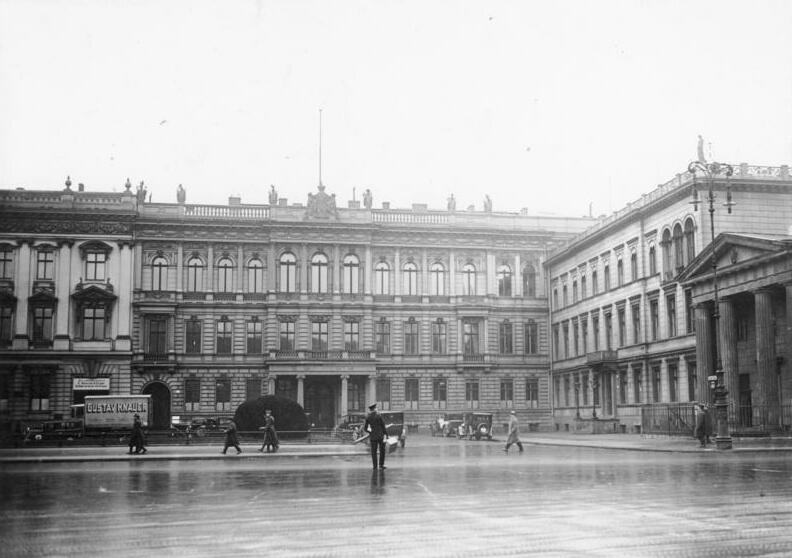
Palais Blücher und Haus Sommer, 1932

Das Palais Blücher in Berlin war ein mehrflügeliges Adelspalais, das sowohl am Pariser Platz (Hausnummer 2) als auch an der Königgrätzer Straße (Hausnummer 140) mit repräsentativen Fassaden zum Stadtbild der unmittelbaren Umgebung des Brandenburger Tors gehörte.

## Geschichte

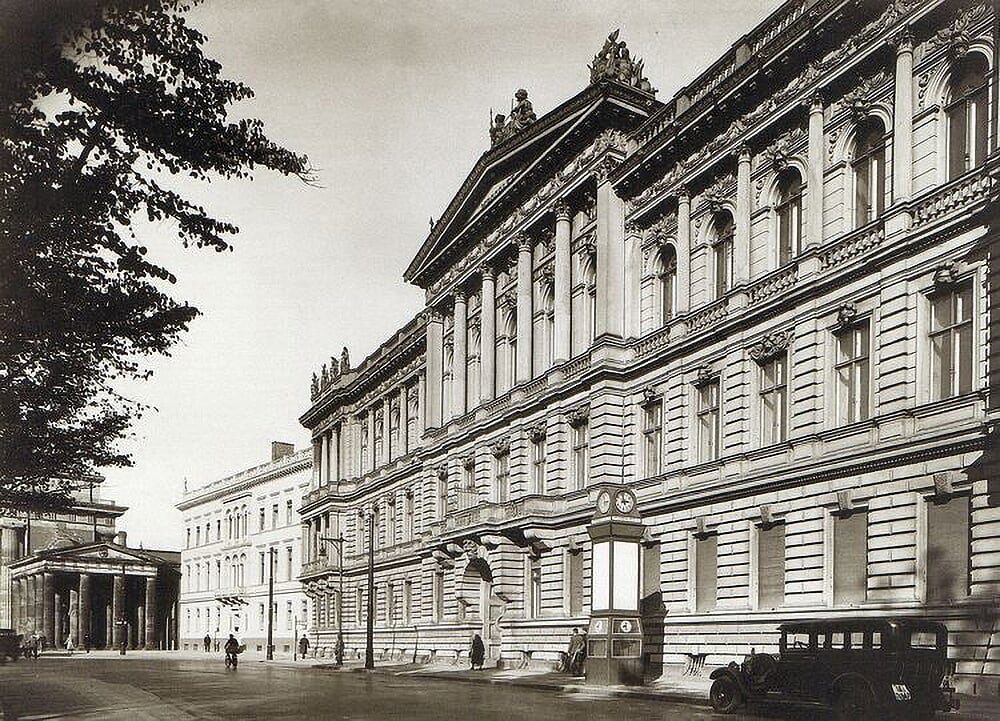
Front zur Friedrich-Ebert-Straße, vormals Königgrätzer Straße, ca. 1929

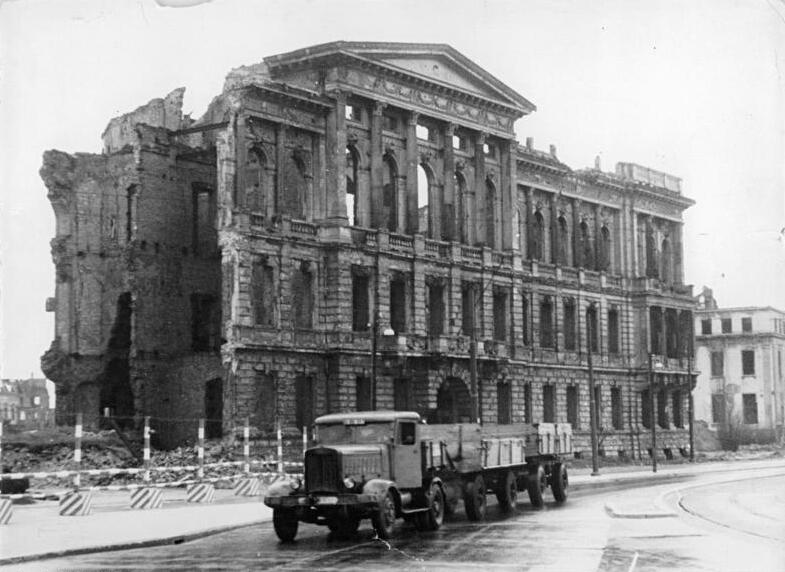
Ruine des Palais Blücher an der Ebertstraße, März 1957

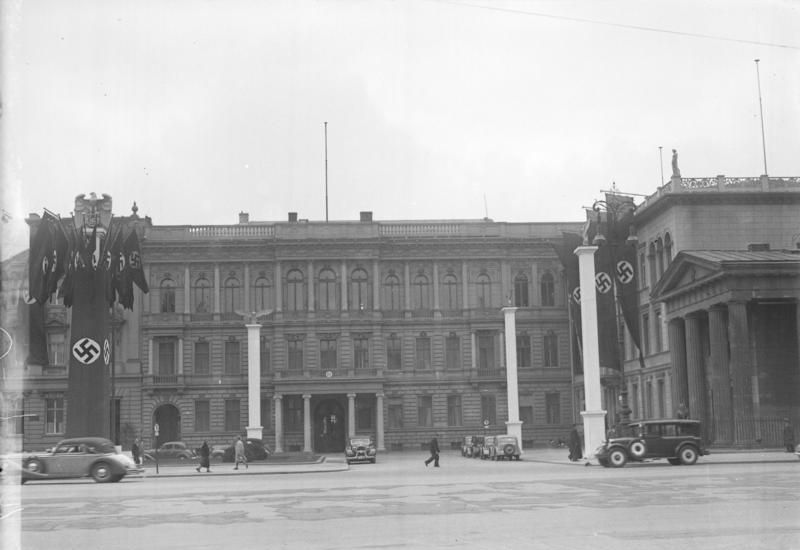
US-Botschaft am Pariser Platz, 1939

Neues US-Botschaftsgebäude (links) und neues Haus Sommer (rechts) am Pariser Platz, 2008

Das Palais gehörte zuerst dem preußischen Justizminister Johann Ludwig von Dorville, 1815 überließ der preußische König Friedrich Wilhelm III. es seinem Generalfeldmarschall Gebhard Leberecht von Blücher als Belohnung für dessen Verdienste – insbesondere in der Schlacht bei Waterloo.
Das Gebäude wurde vom Baumeister Richter und dem Stuckateurmeister H. Beyerhaus 1869–1870 auf Grundlage des alten Palais komplett zu einem spätklassizistischen Palais umgebaut oder neu aufgebaut. Die Fassade wurde nach Beschreibung von Beyerhaus in der damals neu aufgekommenen Zementgusstechnik als Kunststeinfassade aus Romanzementmörtel ausgeführt.
Im Januar 1922 verkaufte Blüchers Nachfahre Gebhard, 4. Fürst Blücher von Wahlstatt, das Palais an den lettisch-US-amerikanischen Unternehmer William Zimdin. Zur Zeit der Weimarer Republik residierte der Botschafter der Vereinigten Staaten in dem angemieteten Komplex Bendlerstraße 39 (heute: Stauffenbergstraße), bis die Vereinigten Staaten 1931 das Palais Blücher für 1,8 Millionen US-Dollar von Zimdin kauften, um ihre Botschaft dort einzurichten. Am 15. April 1931 brannte das Gebäude jedoch aus. Der Wiederaufbau zog sich über mehrere Jahre hin, und erst am 1. April 1939 konnte der Botschafter seine Tätigkeit dort aufnehmen, nunmehr auch mit der Zweitanschrift Hermann-Göring-Straße 21 (heute: Ebertstraße). Die Gesimsfiguren und das Blücher-Wappen an der Front zum Pariser Platz waren abgenommen worden. Mit der Kriegserklärung des Deutschen Reiches an die Vereinigten Staaten vom 11. Dezember 1941 wurde die Botschaft geschlossen.
Durch Kriegseinwirkungen bis 1945 wurden die Gebäude schwer beschädigt. Nach der Teilung Berlins lag die Ruine des Palais Blücher zunächst im Sowjetischen Sektor Berlins, ab 1949 im Grenzgebiet von Ost- zu West-Berlin. Im Jahr 1957 ließ die Regierung der DDR die Ruine des Palais Blücher abreißen.
Nach der deutschen Wiedervereinigung erhielten die Vereinigten Staaten das Grundstück zurück und bauten dort ihr neues Botschaftsgebäude. Dieses wurde am 4. Juli 2008 offiziell eingeweiht.